# V
La V o v (chiamata vu in italiano, meno comunemente vi) è la ventesima lettera dell'alfabeto italiano e la ventiduesima dell'alfabeto latino.
Il grafema v indica normalmente in italiano una consonante fricativa labiodentale sonora nell'alfabeto fonetico internazionale (/v/). 

## Storia
|                                            |                                                    |                   |
| L'origine della lettera V, la lettera Waw. | La lettera greca Ypsilon, con pronuncia antica [u] | Lettera V latina. |

La lettera V ha origine nella lettera fenicia waw, affine alla lettera Y greca, pronunciata in origine sia [w] (U semiconsonantica di "uomo") che [u] (U vocalica di "uno"), ma non trascriveva la fricativa labiodentale sonora [v], inesistente fino al latino tardo; per distinguere i due suoni si diceva u vocale e u consonante (cioè v).
Nel periodo medioevale, la pronuncia semiconsonantica [w] della lettera V mutò nella fricativa labiodentale sonora [v]
Nel basso medioevo vennero realizzate le lettere U e W, quest'ultima tramite legatura di due V (VV→W) nelle lingue germaniche per distinguere la V semiconsonantica e la V vocalica, mentre la lettera U, in origine usata solo come variante grafica minuscola della V, venne usata infine per assegnarle il suono vocalico che originariamente apparteneva alla V.
La distinzione grafica fra u e v, introdotta dall'umanista Gian Giorgio Trissino (1478-1550) nel 1524, divenne di uso comune solo alla fine del XVII secolo e definitiva alla fine del XVIII secolo. Ancora nel XXI secolo, nelle epigrafi, si preferisce V invece di U maiuscola, negli edifici pubblici, come la scritta SCVOLA oppure QVESTVRA, in questo caso la V ritiene la sua pronuncia originale [u].
Nella scrittura onciale infatti la lettera v è assente, essendo quel tipo di scrittura in uso in periodi di molto antecedenti al 1524.
Nella pronuncia restaurata del latino, la V corrisponde in pronuncia alla lettera U italiana semiconsonantica  e vocalica.